# Citi Open 2021
Giải quần vợt Washington Mở rộng 2021 (còn được biết đến với Citi Open vì lý do tài trợ) là một giải quần vợt thi đấu trên mặt sân cứng ngoài trời. Đây là lần thứ 52 Giải quần vợt Washington Mở rộng được tổ chức. Giải đấu là một phần của ATP Tour 500 trong ATP Tour 2021. Giải đấu diễn ra tại William H.G. FitzGerald Tennis Center ở Washington, D.C., Hoa Kỳ, từ ngày 31 tháng 7 đến ngày 8 tháng 8 năm 2021.

## Nội dung đơn

### Hạt giống
| Quốc gia | Tay vợt               | Xếp hạng1 | Hạt giống |
| -------- | --------------------- | --------- | --------- |
| ESP      | Rafael Nadal          | 3         | 1         |
| CAN      | Félix Auger-Aliassime | 15        | 2         |
| AUS      | Alex de Minaur        | 18        | 3         |
| BUL      | Grigor Dimitrov       | 21        | 4         |
| ITA      | Jannik Sinner         | 23        | 5         |
| GBR      | Dan Evans             | 27        | 6         |
| GBR      | Cameron Norrie        | 29        | 7         |
| USA      | Reilly Opelka         | 36        | 8         |
| KAZ      | Alexander Bublik      | 39        | 9         |
| USA      | Taylor Fritz          | 42        | 10        |
| AUS      | John Millman          | 44        | 11        |
| USA      | Sebastian Korda       | 47        | 12        |
| FRA      | Benoît Paire          | 49        | 13        |
| RSA      | Lloyd Harris          | 51        | 14        |
| SRB      | Miomir Kecmanović     | 52        | 15        |
| USA      | Frances Tiafoe        | 54        | 16        |

- 1 Bảng xếp hạng vào ngày 26 tháng 7 năm 2021.[2]

### Vận động viên khác
Đặc cách:
- Jenson Brooksby
- Feliciano López
- Rafael Nadal
- Brandon Nakashima
- Jack Sock

Vượt qua vòng loại:
- Emilio Gómez
- Prajnesh Gunneswaran
- Mitchell Krueger
- Illya Marchenko
- Ramkumar Ramanathan
- Elias Ymer

### Rút lui
Trước giải đấu
- Hubert Hurkacz → thay thế bởi  Emil Ruusuvuori
- John Isner → thay thế bởi  Andreas Seppi
- Aslan Karatsev → thay thế bởi  Daniel Elahi Galán
- Karen Khachanov → thay thế bởi  Mackenzie McDonald
- Dominik Koepfer → thay thế bởi  Ilya Ivashka
- Kwon Soon-woo → thay thế bởi  James Duckworth
- Jaume Munar → thay thế bởi  Kevin Anderson
- Guido Pella → thay thế bởi  Steve Johnson
- Albert Ramos Viñolas → thay thế bởi  Jordan Thompson
- Milos Raonic → thay thế bởi  Ričardas Berankis
- Denis Shapovalov → thay thế bởi  Egor Gerasimov

## Nội dung đôi

### Hạt giống
| Quốc gia | Tay vợt       | Quốc gia | Tay vợt       | Xếp hạng1 | Hạt giống |
| -------- | ------------- | -------- | ------------- | --------- | --------- |
| AUS      | John Peers    | SVK      | Filip Polášek | 36        | 1         |
| GBR      | Neal Skupski  | NZL      | Michael Venus | 36        | 2         |
| IND      | Rohan Bopanna | CRO      | Ivan Dodig    | 53        | 3         |
| RSA      | Raven Klaasen | JPN      | Ben McLachlan | 61        | 4         |

- 1 Bảng xếp hạng vào ngày 26 tháng 7 năm 2021.

### Vận động viên khác
Đặc cách:
- Nick Kyrgios /  Frances Tiafoe
- Sam Querrey /  Jack Sock

Vượt qua vòng loại:
- Benoît Paire /  Jackson Withrow

### Rút lui
Trước giải đấu
- Juan Sebastián Cabal /  Robert Farah → thay thế bởi  Fabrice Martin /  Max Purcell
- Wesley Koolhof /  Jean-Julien Rojer → thay thế bởi  Grigor Dimitrov /  Tommy Paul
- Łukasz Kubot /  Marcelo Melo → thay thế bởi  Marcus Daniell /  Marcelo Melo
- Nikola Mektić /  Mate Pavić → thay thế bởi  Marcelo Arévalo /  Matwé Middelkoop
- Jamie Murray /  Bruno Soares → thay thế bởi  Sebastian Korda /  Jannik Sinner
- Rajeev Ram /  Joe Salisbury → thay thế bởi  Alexander Bublik /  Andrey Golubev

## Nhà vô địch

### Đơn
- Jannik Sinner đánh bại  Mackenzie McDonald 7–5, 4–6, 7–5

### Đôi
- Raven Klaasen /  Ben McLachlan đánh bại  Neal Skupski /  Michael Venus 7–6(7–4), 6–4.